# Saab 92
Saab 92 byl první sériově vyráběný automobil švédské automobilky Saab v letech 1949-1956. Na svou dobu šlo o velmi pokročilý návrh s aerodynamickým tvarem a s koeficientem odporu 0,30. Přístup do zavazadlového prostoru byl možný pouze po sklopení opěradel zadních sedadel, protože typ 92 nemá víko, jímž by byl zavazadlový prostor přístupný zvenčí.  Celá karoserie byla vylisována z jednoho kusu plechu a poté do ní vytvořeny otvory pro dveře a okna. Výroba v plném rozsahu začala 12. prosince 1949, založená na prototypu Ursaab. Všechny automobily vznikly ve verzi Deluxe. Počítalo se i se standardní verzí, ale nikdo o ni neměl zájem, čili žádné standardní verze nevznikly.
Motor byl namontovaný napříč. Šlo o kapalinou chlazený dvouválcový dvoudobý motor o objemu 764 cm³ a výkonu 19 kW (25 k). Dovoloval dosažení maximální rychlosti 105 km/h. Převodovka měla tři rychlostní stupně, první nesynchronizovaný. Aby se předešlo problémům s nedostatečným mazáním motoru při vysokých otáčkách a nízkém zatížení (typicky brzdění motorem), což je charakteristické pro dvoudobý motor, byla namontována volnoběžka. Odpružení bylo provedeno torzními tyčemi.